# Срочная истребительная программа

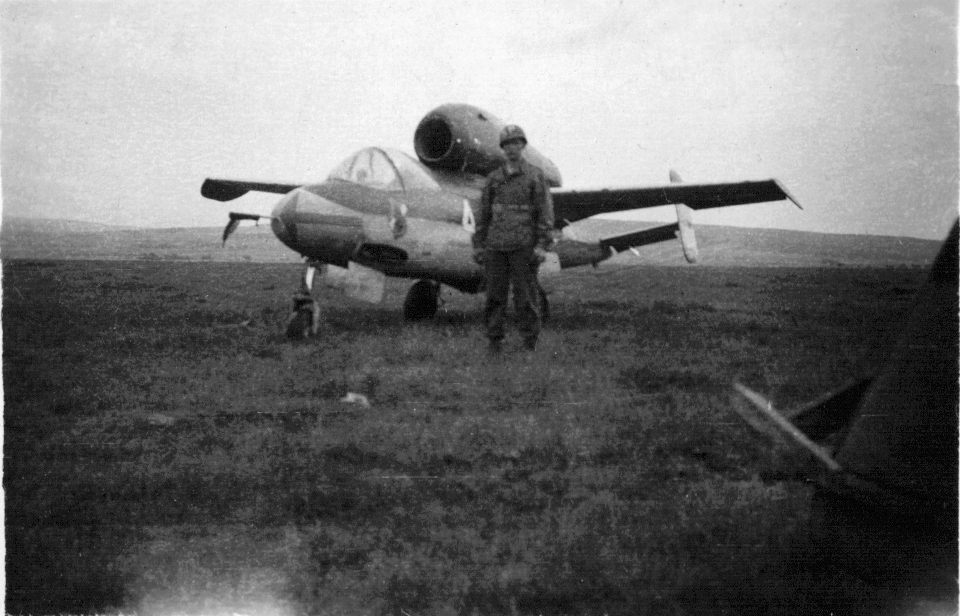
Heinkel He. 162

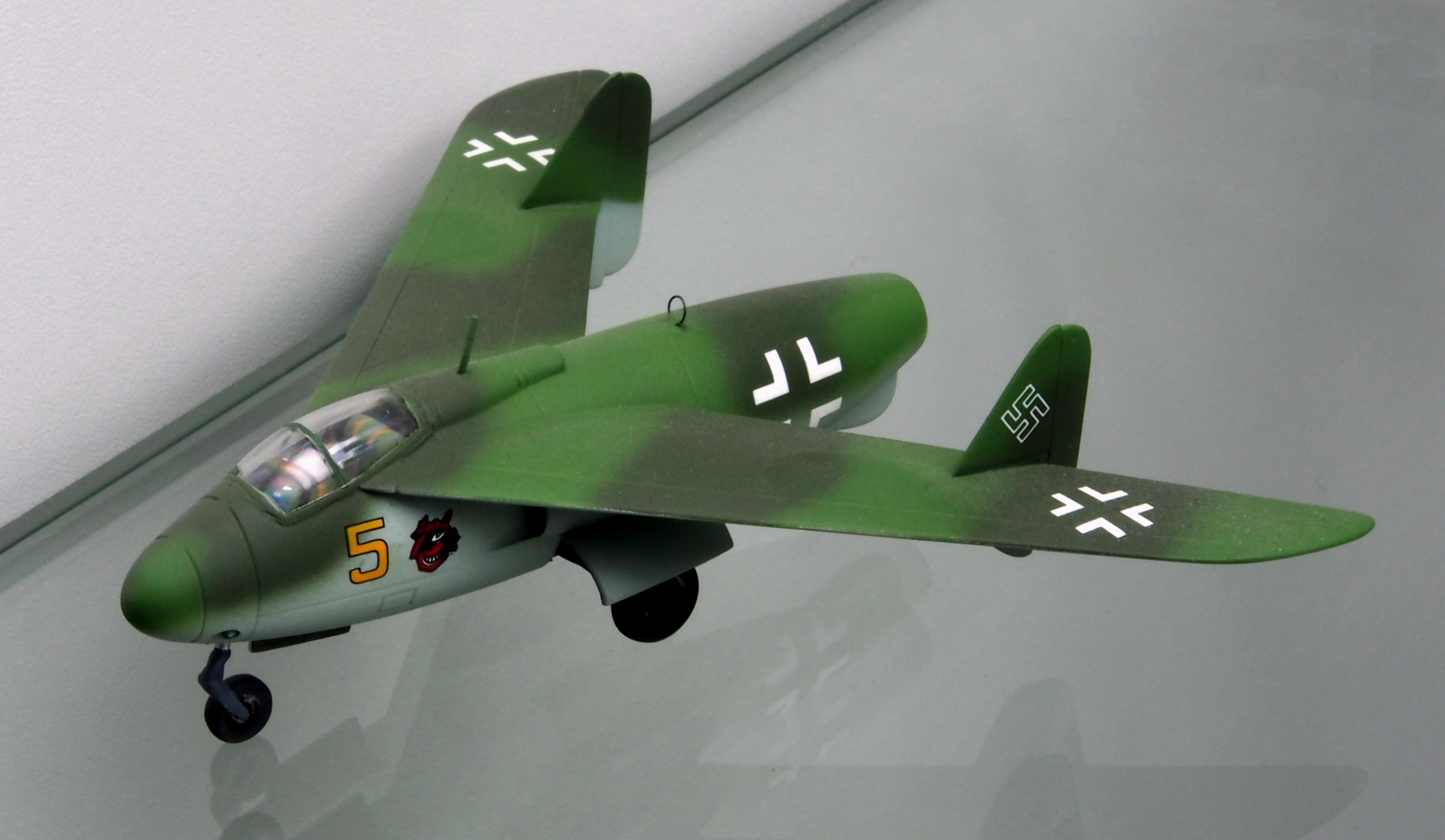
Junkers EF. 128

Срочная истребительная программа: (нем. Jägernotprogramm) — программа, разработанная Люфтваффе и немецкой авиационной промышленностью в конце Второй мировой войны, когда немецкие города ежедневно подвергались бомбардировкам союзных бомбардировщиков.

## История

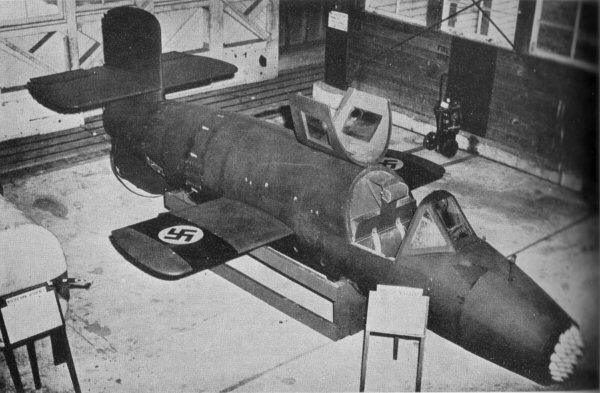
Bachem Ba. 349

Программа заключалась в изменении стратегии военно-воздушных сил Третьего рейха, призванной сосредоточить усилия инженеров и промышленников на производстве как можно большего количества истребителей, предназначенных для перехвата волн вражеских бомбардировщиков. Реализация этой программы была настолько срочной и форсированной, что привела к тому, что немецкая авиационная промышленность практически приостановила производство ударных, бомбардировочных и разведывательных самолётов, поддерживавших операции армии Третьего рейха, уже практически разгромленной на всех фронтах.
Срочная истребительная программа была реализована в июле 1944 года и дала немецким авиационным инженерам возможность экспериментировать с новыми технологиями, несмотря на экономические трудности последней фазы войны.

## Фазы
До 1944 года немецкие промышленники уже производили недорогие и упрощенные самолёты. Одним из них был Мессершмитт Ме. 163 «Комет». Однако с лета 1944 года производство этих типов устройств приобрело новую актуальность. Среди наиболее представительных следует отметить:

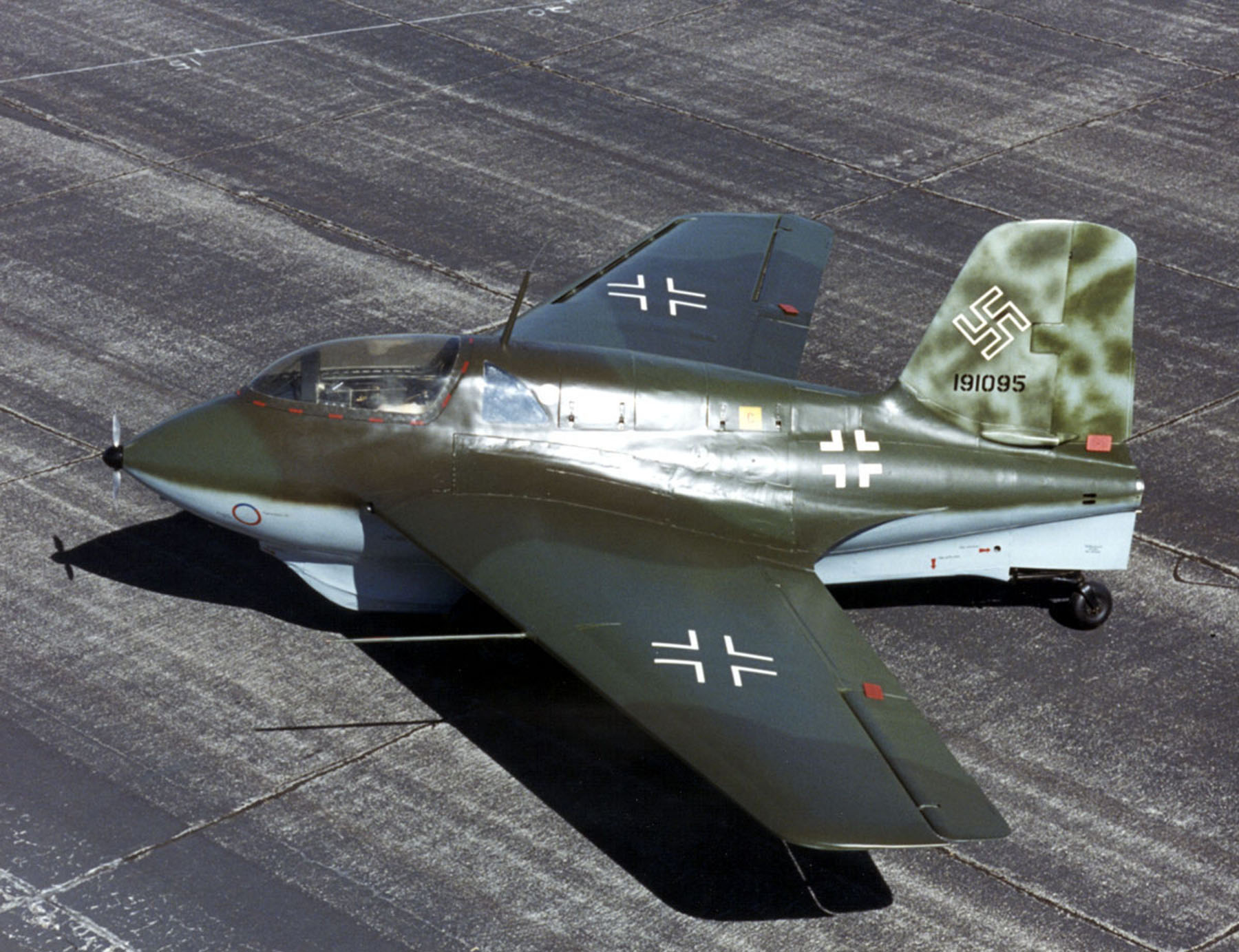
Me. 163S на выставке в Национальном музее американских военно-воздушных сил

### Volksjäger
В августе 1944 года Люфтваффе потребовало от промышленников производства Volksjäger (Народный истребитель), который должен был производиться серийно с использованием наименьшего количества возможных ресурсов. Volksjäger должен был стать быстрым и недорогим самолётом, которым было относительно легко управлять даже членам организации гитлер-югенд, быстро обученным летать на планерах . После инженерного конкурса, который затронул почти все немецкие авиационные заводы, самолётом, выбранным в качестве «Volksjäger», стал He. 162 «Spatz» («Воробей») завода Heinkel. Первый прототип He. 162 поднялся в воздух в декабре 1944 г. Smith and Kay 1972, p. 308

### Miniaturjäger

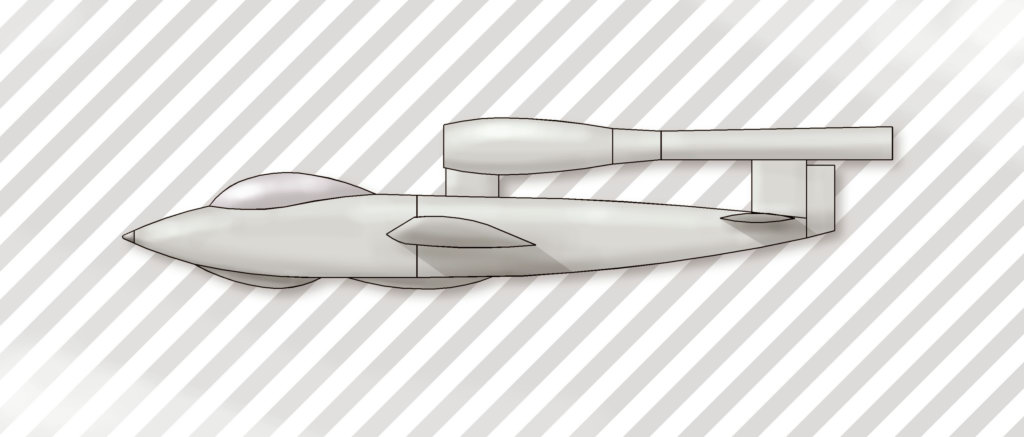
Junkers EF. 126

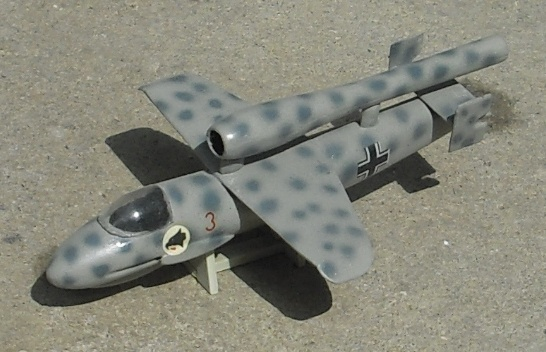
Heinkel P. 1077. «Romeo»

В ноябре 1944 года возникла потребность в ещё более упрощенном истребителе, и была запущена программа Miniaturjägerprogramm (Программа миниатюрных истребителей). цель заключалась в разработке и массовом производстве истребителя-перехватчика ещё меньшего размера с который можно было бы производить с минимальными затратами. «Миниатюрный истребитель» должен был приводиться в действие ПуВРД, потому что этот более простой двигатель требовал меньшего количества станко-часов и меньше материалов, чем турбореактивный двигатель программы «Volksjäger». Однако очень скоро и авиационные заводы, и Верховное командование люфтваффе (ОКЛ) поняли, что эта программа нежизнеспособна. Проект Volksjäger уже поглощал большую часть ресурсов доступных в обозримой перспективе. Кроме того, инженеры поняли, что ПуВРД, уже использовавшиеся в летающих бомбах Фау-1, не подходят для пилотируемых ЛА. Таким образом, единственным Miniaturjäger, прошедшим стадию проекта, был Junkers EF. 126 «Lilli», но его не удалось изготовить до конца войны. Тем не менее, уже после войны пять прототипов «Лилли» были построены на заводе «Юнкерс» в Дессау на территории, оккупированной Советским Союзом . Первый прототип разбился в 1946 году во время испытаний, погиб пилот.

### Другие проекты

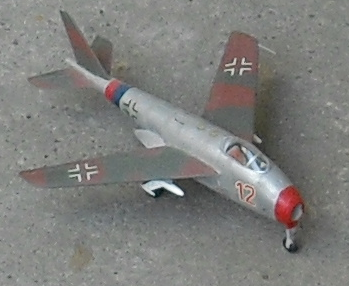
Messerschmitt Me. P. 1101

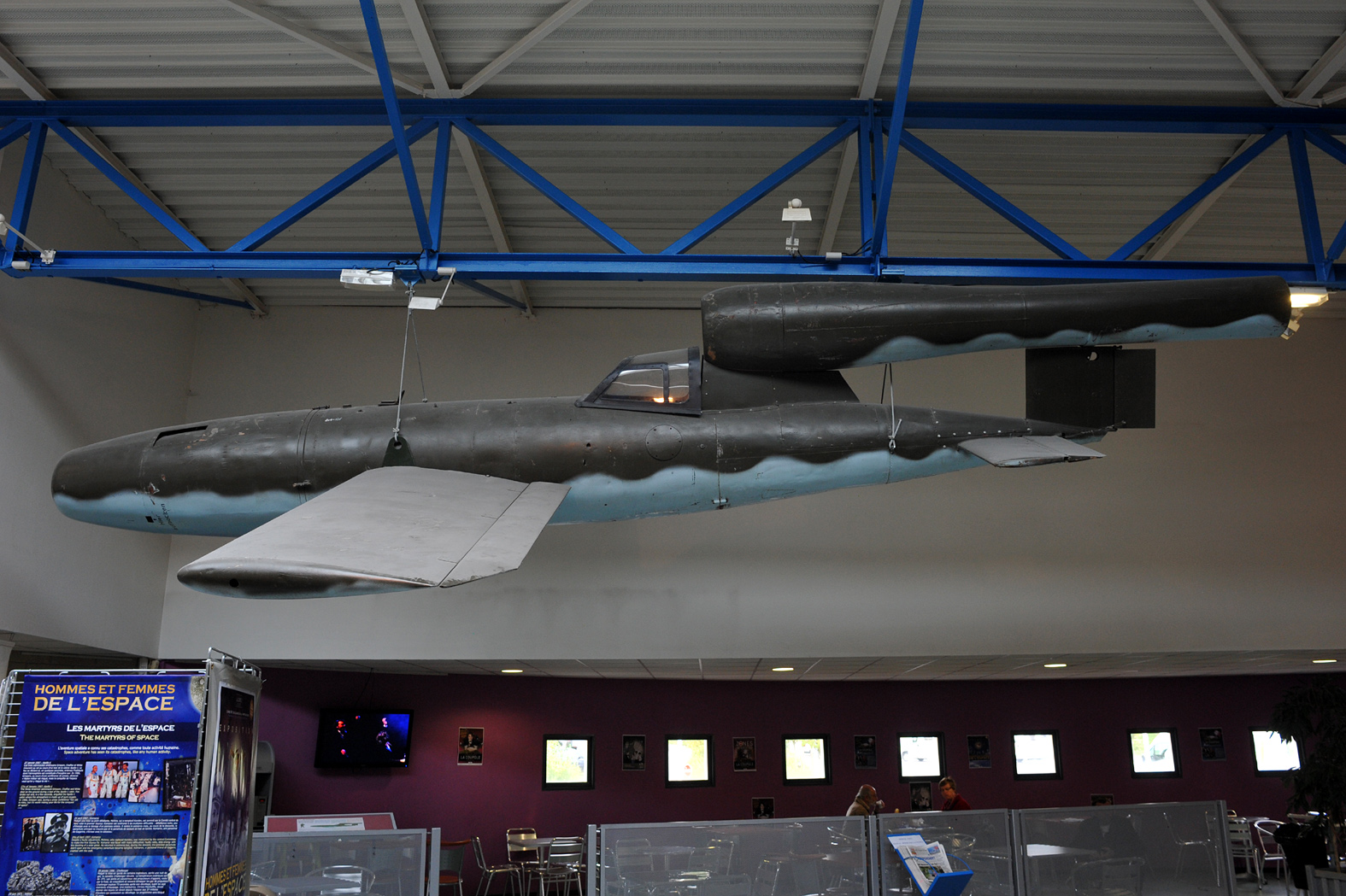
Fieseler Fi. 103 Reichenberg

В рамках программы Emergency Fighter Program были опробованы совершенно новые приемы, такие как крыло с изменяемой геометрией (Messerschmitt P.1101) или вертикально взлетающие самолёты, такие как Bachem Ba. 349, последний оказался весьма опасен для пилота.
Также были разработаны проекты Kampfgleiter (боевые планеры), такие как Blohm & Voss BV. 40 и Blohm & Voss P. 186, и проекты самолётов-паразитов, такие как Sombold So. 344 и Arado Ar E. 381 . Были даже проекты т. н. Selbstopferflugzeuge (самолеты-смертники), такие как Messerschmitt Me. 328 и Fieseler 103 Reichenberg, основанные на летающей бомбе Фау-1.
Однако неизбежный конец войны означал, что многие из этих устройств так и не вышли из стадии проекта или прототипа. Когда заводы были захвачены союзниками, было обнаружено несколько моделей этих самолётов находящихся, на разных этапах производства.

## Список проектов

### Планеры
- Blohm & Voss BV. 40
- Messerschmitt Me. 328 glider

### Пульсирующий воздушно-реактивный двигатель
- Blohm & Voss P. 213
- Junkers EF. 126 Elli
- Heinkel He. 162 B
- Heinkel P. 1077 Romeo
- Messerschmitt Me. 328
- Messerschmitt P. 1079 1, 2, 10c, 13b, 15 and 16

### ПВРД
- Focke-Wulf Super Lorin
- Focke-Wulf Ta. 283
- Heinkel P. 1080
- Messerschmitt P. 1079 51
- Messerschmitt P. 1101 L
- Škoda-Kauba Sk. P. 14

### Rocket
- Arado E. 381 Kleinstjäger
- Bachem Ba. 349 Natter
- Blohm & Voss P. 214
- DFS Eber
- DFS Rammer
- Focke-Wulf Volksjäger 2
- Heinkel P. 1077 Julia
- Junkers EF. 127 Walli
- Messerschmitt P. 1103
- Messerschmitt P. 1104
- Sombold So. 344
- Stöckel Rammschussjäger
- Von Braun Interceptor
- Zeppelin Fliegende Panzerfaust
- Zeppelin Rammer

### Турбореактивные
- Arado E. 580 Volksjäger
- Arado E. 581
- Blohm & Voss P. 211
- Blohm & Voss P. 212
- Focke-Wulf Ta. 183 Huckebein
- Focke-Wulf Volksjäger 1
- Junkers EF. 128
- Heinkel He. 162
- Heinkel P. 1078
- Henschel Hs. 132
- Lippisch P. 13a
- Messerschmitt P. 1101
- Messerschmitt P. 1110
- Messerschmitt P. 1106